# Lista de cidades por quantidade de edifícios
Esta é uma lista das cidades do mundo com a maior quantidade de edifícios segundo o Emporis Buildings. Esse conceito é importante para medir a urbanização de uma cidade.

## Lista de cidades
| Posição | Cidade          | País           | Número de arranha-céus | População   |
| ------- | --------------- | -------------- | ---------------------- | ----------- |
| 1       | Seul            | Coreia do Sul  | 16 745                 | 25 581 728  |
| 2       | Moscou          | Rússia         | 12 096                 | 12 506 468  |
| 3       | Hong Kong       | Hong Kong      | 8 680-17 000           | 7 061 200   |
| 4       | Singapura       | Singapura      | 8 654                  | 5 312 400   |
| 5       | Busan           | Coreia do Sul  | 6 784                  | 8 514 950   |
| 6       | Nova Iorque     | Estados Unidos | 6 443                  | 8 534 305   |
| 7       | São Paulo       | Brasil         | +45 000                | 12 038 175  |
| 8       | Incheon         | Coreia do Sul  | 5 324                  | 5 710 579   |
| 9       | Cairo           | Egito          | +10 000                | 20 500 000  |
| 10      | Alexandria      | Egito          | +2 000                 | 4 100 000   |
| 10      | Taipei          | Taiwan         | 4 582                  | 2 618 772   |
| 11      | Daegu           | Coreia do Sul  | 4 200                  | 2 446 418   |
| 12      | Caracas         | Venezuela      | 3 864                  | 5 962 259   |
| 13      | TóquioC         | Japão          | +30 000                | 38 949 447C |
| 14      | Goyang          | Coreia do Sul  | 3 161                  | 1 073 069   |
| 15      | Yongin          | Coreia do Sul  | 3 012                  | 909 425     |
| 16      | Daejeon         | Coreia do Sul  | 3 010                  | 1 539 154   |
| 17      | Teerã           | Irã            | +4 000                 | 14 955 904  |
| 18      | Mumbai          | Índia          | 2 934                  | 28 748 395  |
| 19      | São Petersburgo | Rússia         | 2 903                  | 4 879 566   |
| 20      | Rio de Janeiro  | Brasil         | +4 500                 | 6 161 047   |
| 19      | Taichung        | Taiwan         | 2 554                  | 2 752 413   |
| 20      | Suwon           | Coreia do Sul  | 2 541                  | 1 138 341   |